# Jean-Joseph Rupert
Jean-Joseph Rupert, né le 7 mars 1938 à Saint-Jean-de-Marsacq dans les Landes et mort le 8 février 2013 à Paris, est un joueur de rugby à XV, qui a joué avec l'équipe de France de 1963 à 1968, évoluant au poste de troisième ligne aile (1,87 m pour 84 kg).
Il jouait avec le club de Tyrosse avec lequel il dispute 1 huitième (1960) perdu 11-3 contre le voisin de Dax.

## Biographie

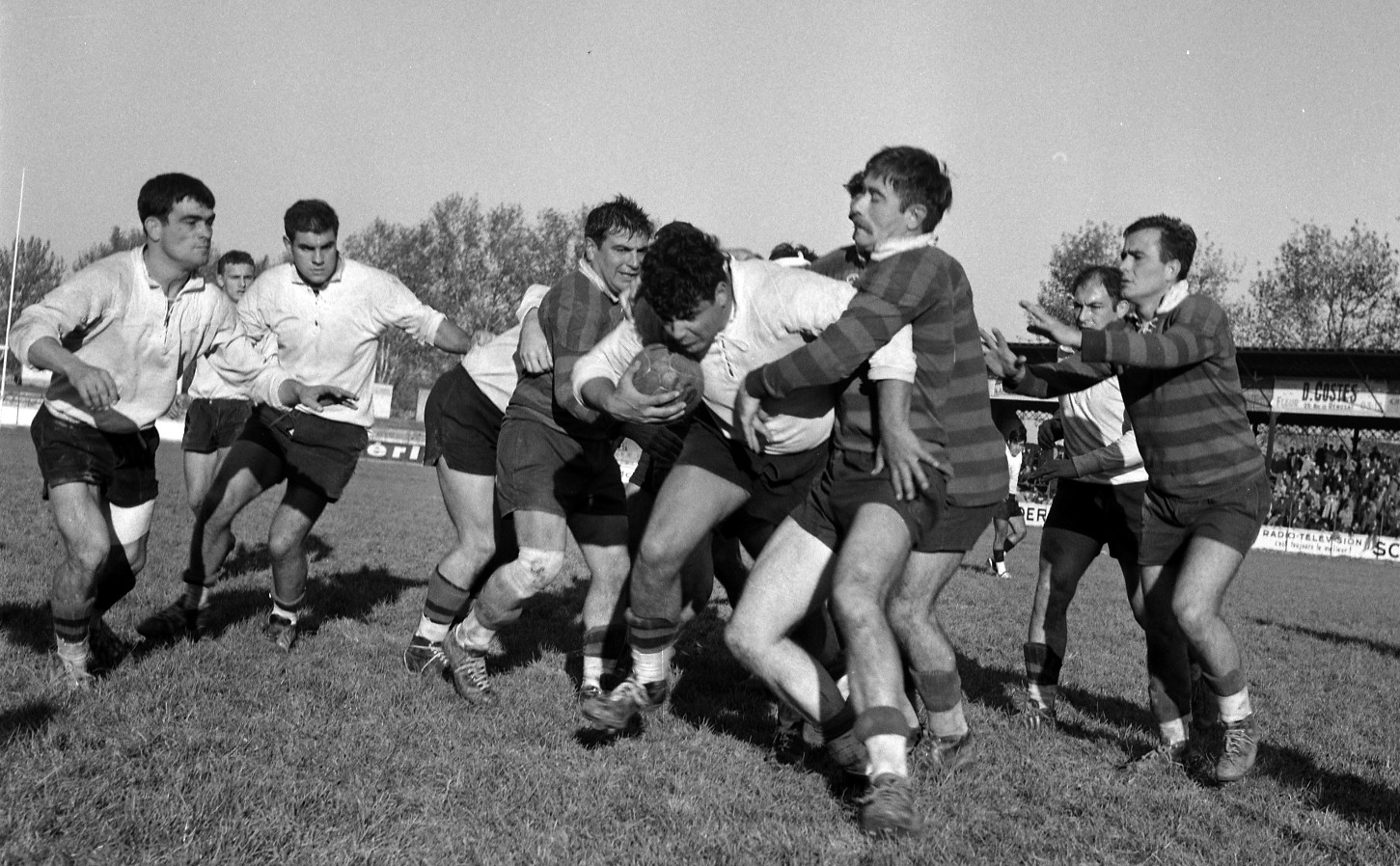
Rupert au cœur du pack de l'UST, battu sur son terrain par le Stade toulousain 3-5 en 1962-63.

Il a disputé son premier test match le 15 décembre 1963, contre l'équipe de Roumanie, et son dernier test match fut contre l'équipe d'Écosse, le 13 janvier 1968.

## Palmarès
- Vainqueur du tournoi en 1967 et 1968.
- Grand Chelem en 1968

## Statistiques en équipe nationale
- Sélections en équipe nationale : 14
- Sélections par année : 1 en 1963, 2 en 1964, 3 en 1965, 5 en 1966, 2 en 1967, 1 en 1968
- Tournois des Cinq Nations disputés : 1964, 1965, 1966, 1967, 1968